# Liste der Olympiasieger im Rackets
Die Liste der Olympiasieger im Rackets führt sämtliche Sieger sowie die Zweit- und Drittplatzierten der Racketswettbewerbe bei den Olympischen Sommerspielen auf. Rackets war bisher nur ein einziges Mal olympisch: 1908 in London. Es wurden zwei Wettbewerbe für Herren ausgetragen.

## Wettbewerbe

### Einzel
| Olympia | Gold              | Silber     | Bronze                          |
| ------- | ----------------- | ---------- | ------------------------------- |
| 1908    | Evan Baillie Noel | Henry Leaf | John Jacob Astor Henry Brougham |

### Doppel
| Olympia | Gold                          | Silber                     | Bronze                       |
| ------- | ----------------------------- | -------------------------- | ---------------------------- |
| 1908    | Vane Pennell John Jacob Astor | Edmund Bury Cecil Browning | Evan Baillie Noel Henry Leaf |